# 野村雅一
野村 雅一（のむら まさいち、1942年9月8日- 2017年9月9日）は、日本の文化人類学者。国立民族学博物館名誉教授。

## 経歴
1942年、広島県で生まれた。京都大学文学部イタリア文学科で学び、1966年に卒業。同大学大学院文学研究科言語学専攻に進み、1968年に修士課程を修了。
修了後は、京都大学人文科学研究所助手に採用された。南山大学講師、国立民族学博物館助教授・教授、京都外国語大学外国語学部教授を務めた。2008年より総合研究大学院大学理事・副学長を3年間務めた。

## 研究内容・業績
専門は文化人類学で、身体表現と文化。身体の身ぶりや、しぐさによる人間の多様なコミュニケーションから人間活動を読み解こうとした。

## 家族・親族
- 夫人：イタリア人女性の「シルビア」。
- 長男：野村雅夫はFM COCOLOディスクジョッキー。

## 著作
単著
- 『しぐさの世界：身体表現の民族学』NHKブックス 1983
- 『ボディランゲージを読む：身ぶり空間の文化』平凡社 1984
  - 平凡社ライブラリー
- 『ボディランゲージの世界：あいことばは身ぶりで』ポプラ社(10代の教養図書館) 1993
- 『身ぶりとしぐさの人類学：身体がしめす社会の記憶』中公新書 1996
- 『しぐさの人間学』河出書房新社 2004

共編著著
- 『ふれあう回路』鶴見俊輔と共著、平凡社 1987
- 『コミュニケーションとしての身体』菅原和孝と共編、大修館書店 1996
- 『技術としての身体』市川雅と共編、大修館書店 1999
- 『老いのデザイン』編著、求龍堂(サクセスフルエイジング) 2003
- 『表象としての身体』鷲田清一と共編、大修館書店 2005

動画
- 「身体の人類学」日仏会館2015年12月 youtube